# ABB
ABB (ASEA Brown Boveri) е швейцарско-шведска транснационална корпорация със седалище в Цюрих, Швейцария. Бизнесът ѝ е съсредоточен главно в сферата на роботиката, тежко електрическо оборудване и технологиите за автоматизация. Тя е компания на Форчън Глобал 500 в продължение на 24 години.
ABB се търгува на Швейцарската, Стокхолмската и Нюйоркската фондова борса.

## История
Компанията е създадена през 1988 г. чрез сливането на Allmänna Svenska Elektriska Aktiebolaget и Brown, Boveri & Cie. Първата компания е основана през 1883 г. във Вестерос като производител на електрическо осветление и генератори. Втората е основана през 1891 г. в Баден като група от електрически компании, произвеждащи мотори с променлив и постоянен ток, парни турбини и трансформатори.
На 10 август 1987 г. ASEA A.B. и BBC A.G. обявяват, че ще се слеят в ABB Asea Brown Boveri Ltd, като новата компания ще е базирана в Цюрих, а всяка от двете съставящи компании ще притежава 50% от новата. Още по това време двете компании се считат за лидери в сферата на електротехническата промишленост.
Когато ABB започва работния си процес на 5 януари 1988 г., нейната ключова област на занимание включва производство, пренос и разпределение на електроенергия, както промишлена автоматизация и роботика. Само през първата година компанията придобива още 15 по-малки компании. През 1989 г. ABB купува още 40 компании.
В началото на 1990-те години ABB започва да се разраства в Централна и Източна Европа. Същият процес настъпва и в Азия, където икономическите реформи на Китай спомагат за отварянето на региона към нова вълна от външни инвестиции и промишлен растеж.
През 1995 г. ABB се съгласява да слее подразделението си за железопътна техника с това на Даймлер-Бенц. Няколко месеца след Азиатската финансова криза през юли 1997 г., ABB решава да ускори разрастването си в Азия. Компанията решава да подобри продуктивността и рентабилността на операциите си на Запад, като прехвърля повече ресурси към новите пазари и смалява производството си в по-скъпоструващите държави.
През 2002 г. ABB обявява първата си година на загуба, тъй като за 2001 г. e изгубила 691 милиона долара нето. Загубите са причинени от съдебни процеси, покрай дъщерната ѝ компания Combustion Engineering, която е в бизнеса с азбест, преди да бъде придобита.
През юли 2013 г. ABB придобива Power-One чрез трансакция от 1 млрд. долара в брой, за да стане водещ глобален производител на слънчеви инвертори.
На 17 декември 2018 г. ABB обявява, че ще продаде 80,1% от електропреносния си бизнес на Hitachi. Сделката трябва да приключи през първата половина на 2020 г.